# Брюнетка за 30 копеек
«Брюне́тка за 30 копе́ек» — советский художественный фильм 1991 года режиссёра Сергея Никоненко. 

## Сюжет
В вымышленном провинциальном городке Валуйске мэр обеспокоен состоянием экономики. Для спасения городского бюджета он готов пойти на решительный шаг — открыть публичный дом в помещении местного краеведческого музея.
Директор музея, она же председатель местного фонда культуры, искусствовед, является женой мэра, и такое постановление приводит её к отчаянному поступку — она добровольно поступает на службу в только что открытый публичный дом в качестве примы борделя.
В ответ на этот демарш мэр города принимает самые решительные меры, чтобы затруднить работу уже открытого публичного дома. Для этого он устраивается туда по совместительству швейцаром и всячески препятствует попаданию клиентов к «жрицам любви», обозначаемым аббревиатурой ЖБУ (женщина, бывающая в употреблении).

## В ролях
- Сергей Никоненко — Матвей Матвеевич Матвеев, мэр города Валуйска
- Анна Самохина — жена мэра, она же Ия-Мими
- Виктор Ильичёв — Халдеев
- Александр Беспалый — Клименко
- Евгений Леонов-Гладышев — референт
- Александр Пашутин — председатель нравственной комиссии
- Татьяна Агафонова — Аглая Карповна Графинова, «Графиня»
- Татьяна Ильченко — Ольга Гавриловна Стекленелых, «Балерина»
- Ирина Нарбекова — Роза Александровна Люксембург, «Комиссар»
- Маргарита Сергеечева — Любовь Александровна Кирпичёва, «Золушка»
- Светлана Ладышкина — Анна Павловна Фигошина, «Леди»
- Юрий Рудченко — Ефрем, начальник продовольственной комиссии
- Елена Пиголицына — судья
- Алёна Сидорова — Нина
- Майя Мартыненко — Зинка

## О фильме
Режиссёр Сергей Никоненко снимал свой фильм на проверенных ранее белорусских местоположениях, где он работал над фильмами «Семьянин», а позже «Хочу в Америку» и «Не хочу жениться!». В фильме присутствуют эпизоды, снятые в гродненских городских театрах — драматическом и кукольном.
Продюсированием фильма занимался Геральд Бежанов, ставший к тому времени основателем и руководителем Творческого объединения развлекательного фильма (ОРФ).

## Реакция на фильм
Отзывы о фильме были различные, от восхищением ироничностью сценарно-режиссёрской команды и до полного неприятия. При этом выделяли работу Анны Самохиной, что даже в таком кино «она продолжала оставаться необычайно эффектной».
Александр Фёдоров, анализируя эротику советского кинематографа, относит фильм «Брюнетка за 30 копеек» в раздел, в котором секс является неким комическим аттракционом. В этой же категории значатся фильмы «Дорогое удовольствие» (реж. Леонид Марягин), «Маленький гигант большого секса» (реж. Николай Досталь) и др.